# Silfversparre
Silfversparre är en svensk adelsätt, varav huvudmannen av den äldre grenen enligt §37 i 1809 års regeringsform är friherre.
En blå Sköld belagd med en röd bande, som är märkt med trenne låga sparrar af Silfwer
Ätten tillhörde under medeltiden frälset. Äldste kände stamfadern är Harald Sonesson som finns nämnd mellan 1437 och 1458 i Tollstorp i Slaka socken. Han var farfar till Per Sonesson som var väpnare och gift med Iliana, en dotter till Per Olofsson till Wiggeby. från dem utgick ätten i två grenar, den äldre ätten via sonen Måns och den yngre via sonen Nils Persson. Släkten upptogs i svenneklassen år 1625, och introducerades på nummer 99.
Måns Persson, nämnd 1569, var väpnare som fadern, och gift med Elsa Nilsdotter från ätten Bölja. Äldste sonen Per Månsson var gift med en Månesköld af Seglinge vars mor var en Örnflycht, och han fick med henne bland annat sonen Arendt, gift med Bengta Pedersdotter (Svart) vars mor var en Körning, vilka fick sonen Carl, gift med Jonas Bures dotter Anna Bure, från vilka den äldsta grenen härstammar, till vilken Aron Isak Silfversparre hörde. En ättling till dessa, Aron Gustaf Silfversparre, upphöjdes till friherre år 1809 och introducerades på nummer 330 året därefter.
Den yngsta ättegrenen gjorde Ågårds säteri till fideikommiss, och fick kunglig tillåtelse att kalla sig Silfversparre-Stiernsparre, men denna gren är numera utslocknad.

## Personer ur ätten
- Adolf Fredrik Silfversparre (1744-1784)
- Arent Silfversparre (1856-1902)
- Arent Silversparre (1646–1726)
- Aron Isak Silfversparre (1764-1837)
- Aron Gustaf Silfversparre (1727-1818)
- Brita Edfelt (1908-2006)
- Carl Silfversparre (1889–1960)
- Daniel Georg Silfversparre (1740-1790)
- Elinor Silfversparre (2000–)
- Isaac Lars Silfversparre (1753-1833)
- Johan Carl Silfversparre (1681–1752)
- Lars Johan Silfversparre (1700-1754)
- Per Silfversparre (1679–1750)
- Salomon August Silfversparre (1826-1911)
- Volmar Johan Silfversparre (1780–1855)

## Galleri

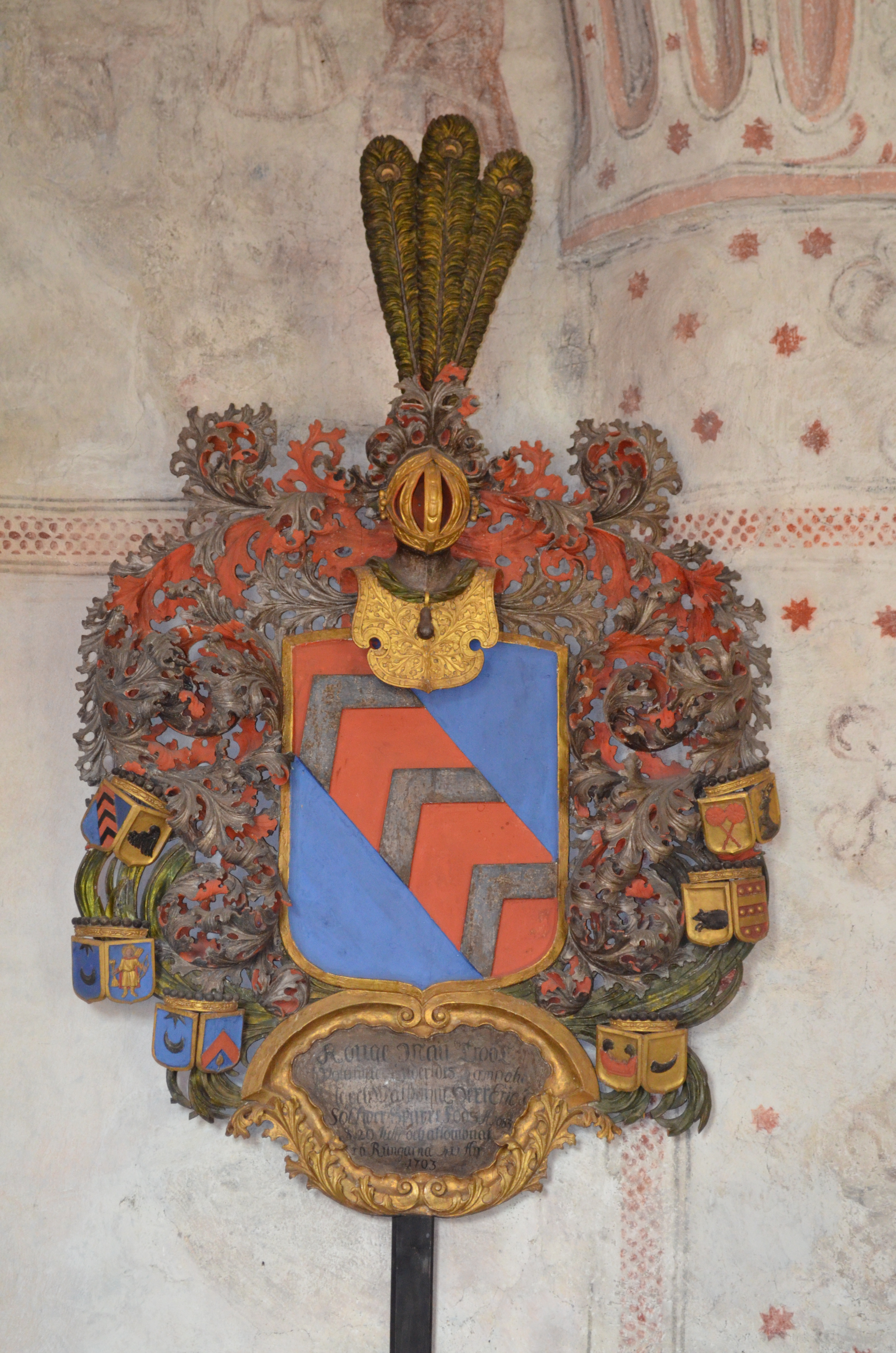
Erik Silfversparres (nr 99) (1683-1703) huvudbaner i Bladåkers kyrka, Uppland
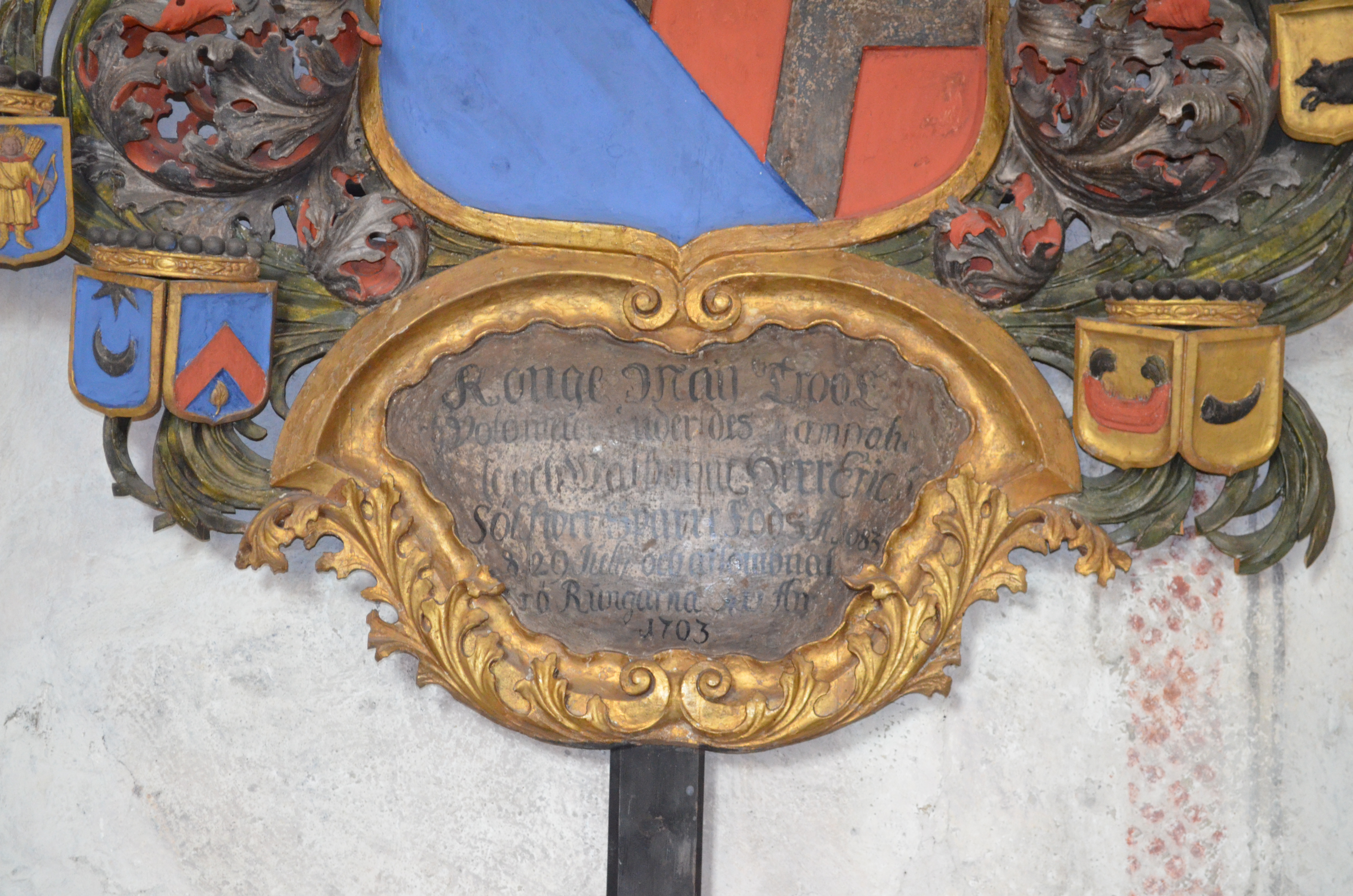
Detalj av Erik Silfversparres (nr 99) (1683-1703) huvudbaner i Bladåkers kyrka, Uppland
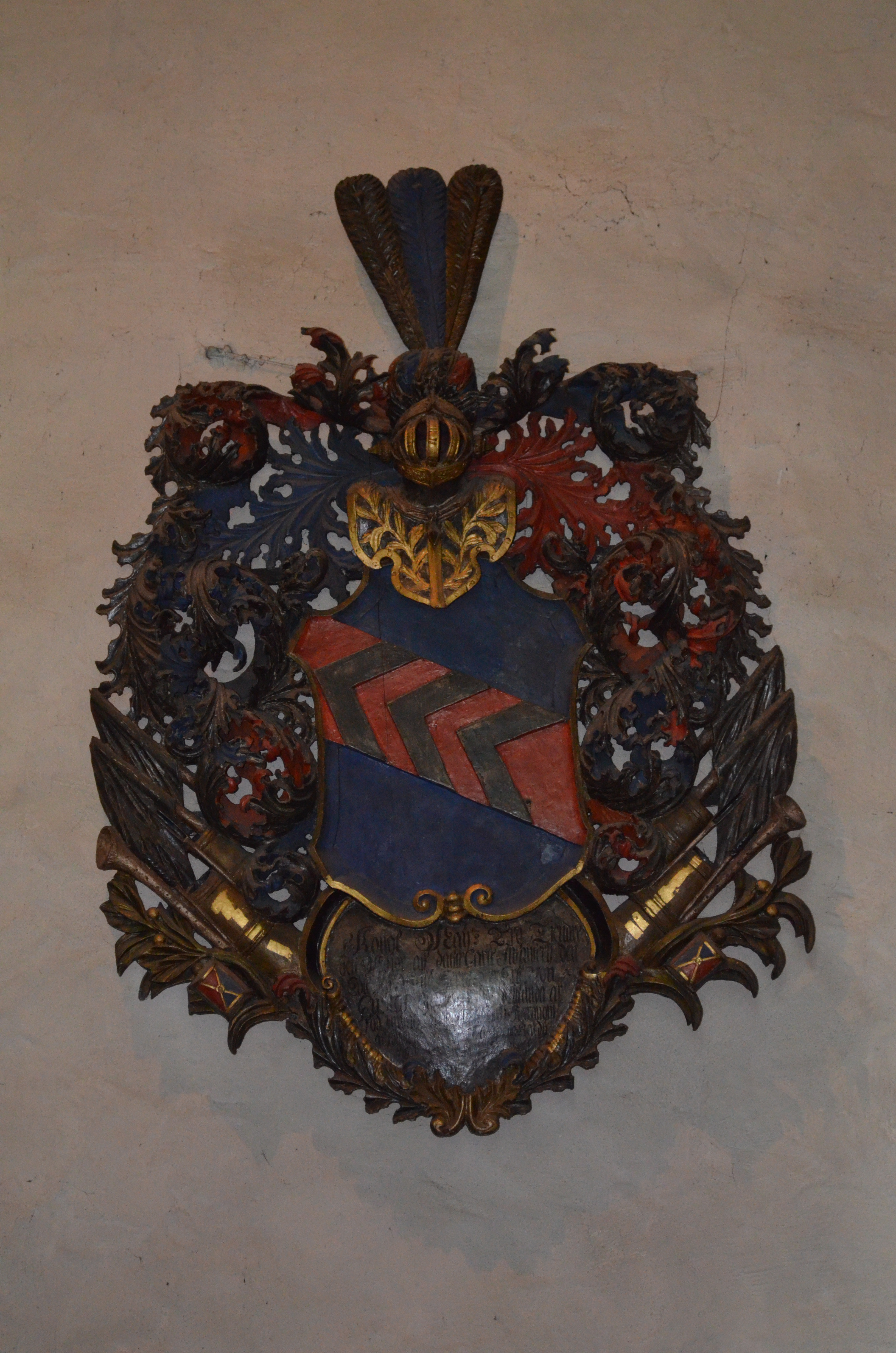
Ertman Gustaf Silfversparres (nr 99) (1649-1691) huvudbaner i Hammarby kyrka, Uppland